# 豊川良平
豊川 良平（とよかわ りょうへい、1852年2月5日（嘉永5年1月16日）- 1920年（大正9年）6月12日）は、近代日本の実業家、貴族院勅選議員。荘田平五郎や近藤廉平など三菱財閥に多くの人材を紹介し、いとこの岩崎弥太郎を支えた。尚、本名は小野 春彌（おの はるや）だが、豊臣の豊、徳川の川、張良の良、陳平の平をそれぞれ一字ずつ取って改名している。

## 生涯

### 学生時代まで
嘉永5年1月16日（1852年2月5日）、土佐藩の御殿医・小野篤治と母・録の長男として高知市南奉公人町で生まれる。父・篤治は岩崎弥太郎の母・美和及び岡本寧浦の妻・ときと兄弟にあたる。少年時代から史記や春秋左氏伝、資治通鑑を学んだ。慶応3年（1867年）に篤治が亡くなると伯父（篤治の兄）・順吉を養父とした。養父没後、親戚の吉村家に入り、藩校の致道館の下塾に徳弘為章や従兄の岩崎弥之助らと通って漢学を学び、2年後の明治2年（1869年）に洋学に転じている。また、明治3年（1870年）に豊川良平に改名した。
明治3年に大阪の土佐藩邸にいる岩崎弥太郎のもとに移り、開成所（東京の開成所とは別）や岩崎英学塾で、弥之助や近藤廉平とともに英語を学んだ。1873年（明治6年）に上京して明治6年に慶應義塾に入り、1875年（明治8年）4月に変則科第3期卒業生の一人として卒業した。同級生に鎌田栄吉がいる。卒業後、浪人しながら馬場辰猪の姪・屋寿と結婚した。

### 社会人以降
1878年（明治11年）に三菱商業学校が設立されると会計監督に就き、事実上の校主を務めた。1881年（明治14年）には同校が廃されて明治義塾が設立され、その塾長となった。なお、馬場辰猪は両校で教師を務めている。1884年（明治17年）に明治義塾は廃校となり、英吉利法律学校（現・中央大学）と東京英語学校（現・日本学園中学校・高等学校）に分かれた。この頃、学校経営の傍らでリスト学派の立場に立つ「東海経済新報」を犬養毅と発刊し、1880年（明治13年）8月20日の1号から1882年（明治15年）11月15日の78号まで続いた。
1885年（明治18年）2月7日、三菱の事業への参加を許可する遺言を残して弥太郎が逝去し、豊川はこれに従った。1889年（明治22年）には第百十九国立銀行の頭取に就任し、1895年（明治28年）に三菱合資会社の本社副支配人および銀行部主任となる。1897年（明治30年）には同支配人、1899年（明治32年）には三菱銀行部長となる。
1904年（明治37年）の日露戦争では戦時公債の募集に貢献し、戦後の1908年（明治41年）8月14日には公債発行の全面中止など国債の整理策を総理大臣の桂太郎に提言した。1910年（明治43年）三菱合資会社の管事となり、1913年（大正2年）に同職を退いた。1914年（大正3年）に東京市会議員、1916年（大正5年）10月5日には貴族院議員に勅選されている。他日本工業倶楽部の初代会長に就任し、理事長に団琢磨を招聘した。
1920年（大正9年）6月12日に逝去。墓所は染井霊園。

## 三菱への人物推挙
良平は多くの人材を三菱財閥にスカウトし、岩崎弥太郎の創業や岩崎弥之助の事業継承を大きく支える働きをしたと評される。1875年（明治8年）に慶應義塾の講師・荘田平五郎を招いたのがその始まりとなり、荘田は湯川頼次郎とともに複式簿記を三菱に導入した。
また妹・豊川従子の夫である近藤廉平と弥之助の間を取り持ち、山本達雄については三菱商業学校の学生時代から資金援助を行い、媒酌人もつとめている。大阪時代に知り合った長谷川芳之助や朝吹英二も三菱に推挙し、荘清次郎には学資を援助して海外に留学させている。
この他、同郷の井内彦四郎を三菱に入るよう勧めたが、井内は三菱は既に組織として成り立っていることなどからこれを断った。そのため知人を通じて井内を近江銀行へ入社させ、後に井内が経営再建中だった大阪電気軌道（現：近畿日本鉄道）に移ることになった際には、豊川は井内に「大阪から奈良、すなわち東方へ向かって路線を延ばしているのなら、そのまま名古屋・東京まで延伸し、第二の東海道線（東海道新線）を造れ」と言ったエピソードもある。井内が入った大阪電気軌道は、系列会社や買収によって名古屋までの路線延伸を実現させている。

## 栄典
- 1911年（明治44年）8月24日 - 金杯一組[8]
- 1915年（大正4年）11月10日  - 勲三等旭日中綬章[9]

## 親族
妻の屋寿との間に6男3女を儲けており、長男の豊川順彌が後を継いだ。次男の二郎は順彌の事業を手伝い、五男の斉は斎藤実の養子となった。また、次女は鹿村美久と結婚している。
妹の従子は男爵近藤廉平の妻で、長男は近藤滋弥、次男は不良華族事件で騒がれた近藤廉治、娘婿に侯爵大久保利武、浜口檐、伯爵上杉憲章がいる。
甥に、ゴルフ場設計者の藤田欽哉がいる。